# Luidia sarsii
Luidia sarsii (лат.) — вид морских звёзд рода Луидии (Luidia) из отряда паксиллоносных морских звёзд. Обитает в Атлантическом океане и Средиземном море.

## Описание
Luidia sarsii — пятилучевая морская звезда песчаного цвета, с бархатистой текстурой. Пять плавно сужающихся лучей имеют заметные полосы длинных белых краевых шипов, собранных группами по три. Эти луидии достигают примерно 20 см в диаметре.

## Распространение и среда обитания
Luidia sarsii обитает на глубине более 20 м от Норвегии до Средиземного моря, а на юге — в более глубоких и холодных водах. Обычно эти морские звёзды встречаются на илистых отложениях и наиболее активны ночью, зарываясь в песок днём.

## Биология
Личинка развивается из оплодотворённой яйцеклетки и уникальна во многих отношениях. Личинка этого вида достигает необычно крупного размера до 35 мм и внутри неё развивается молодь морской звезды. Во время метаморфоза молодь мигрирует наружу и отделяется от плавающей личинки стадии бипиннарии. Личинка продолжает жить отдельно в течение нескольких месяцев.

Luidia sarsii
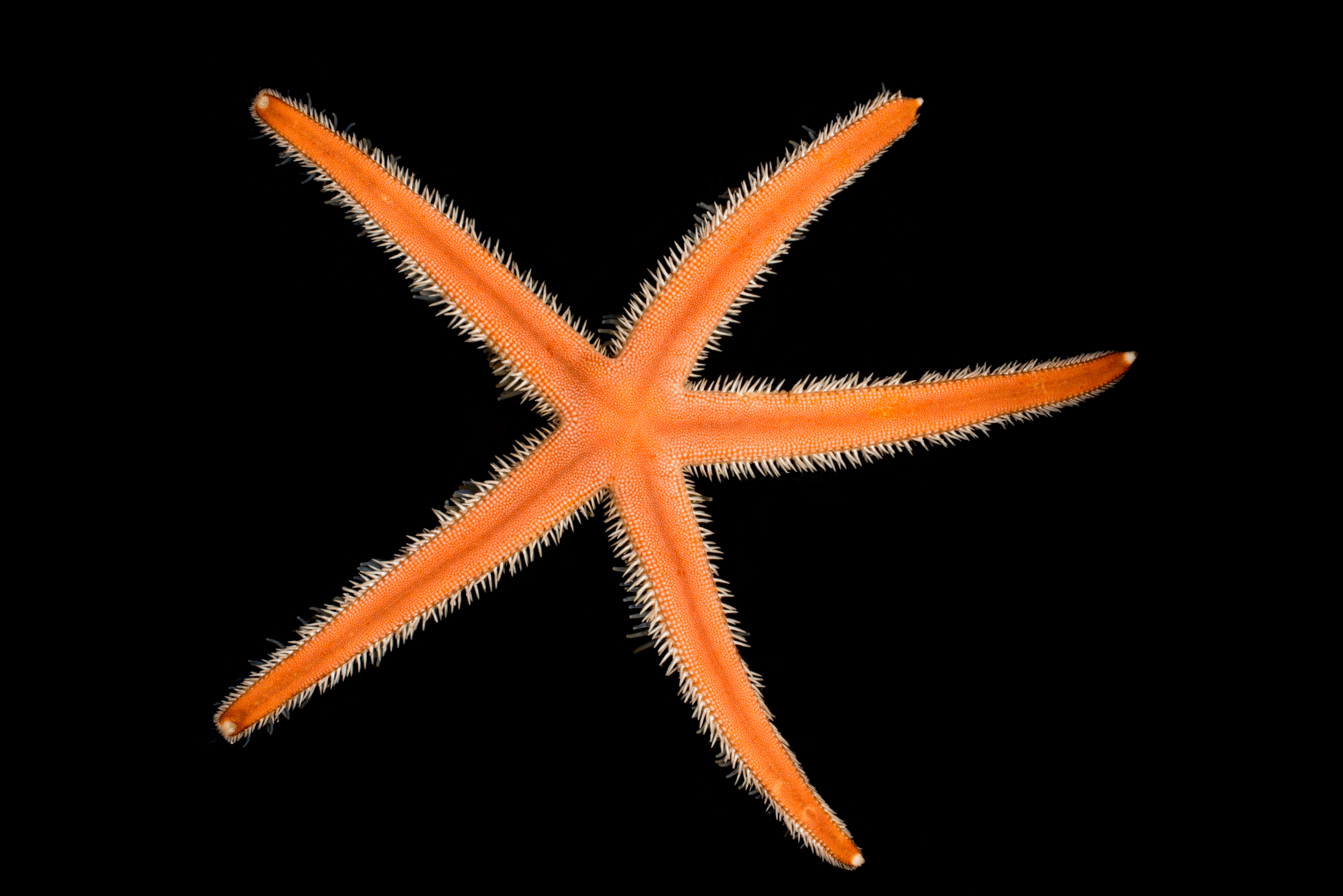
Дорзальная сторона
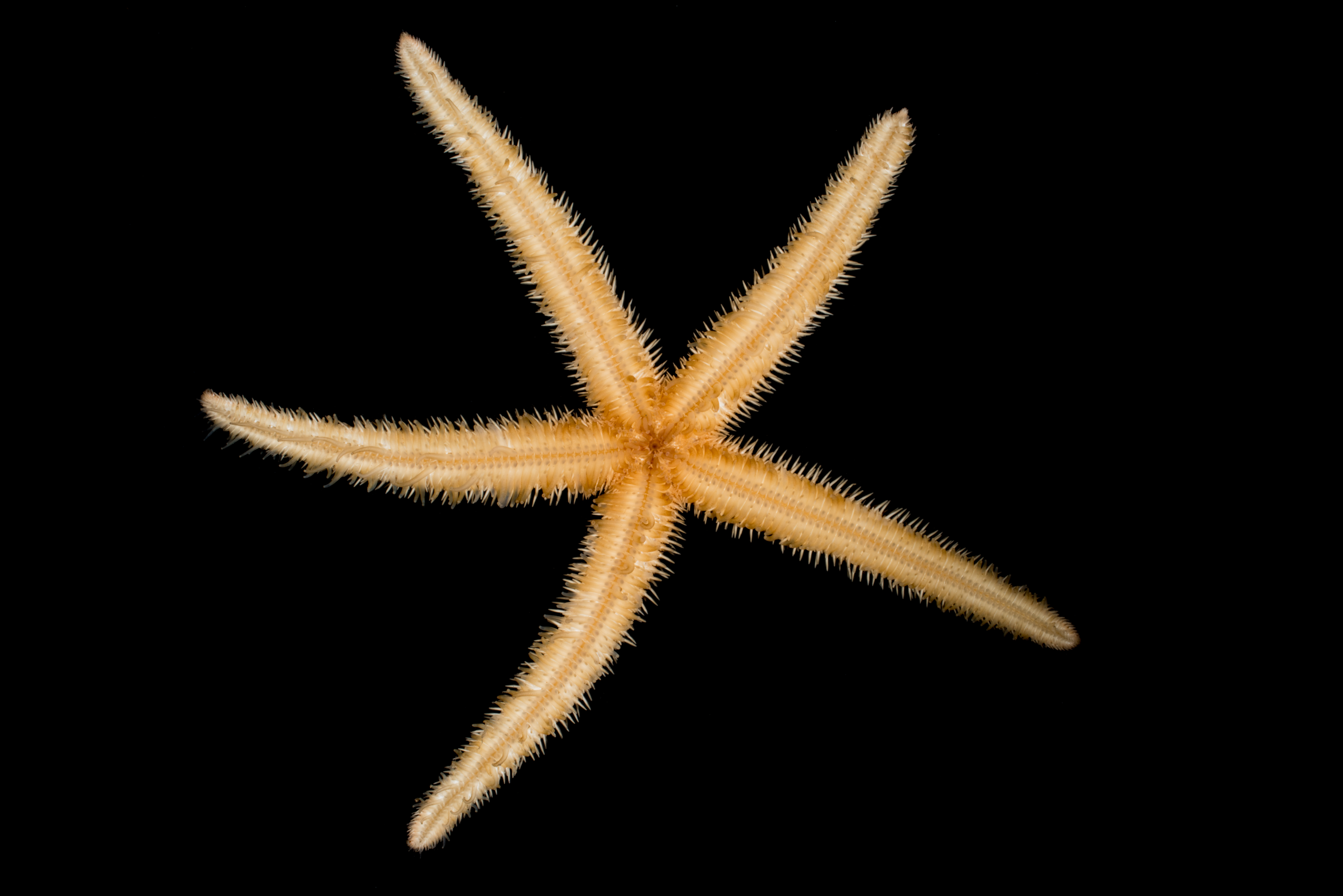
Вентральная сторона
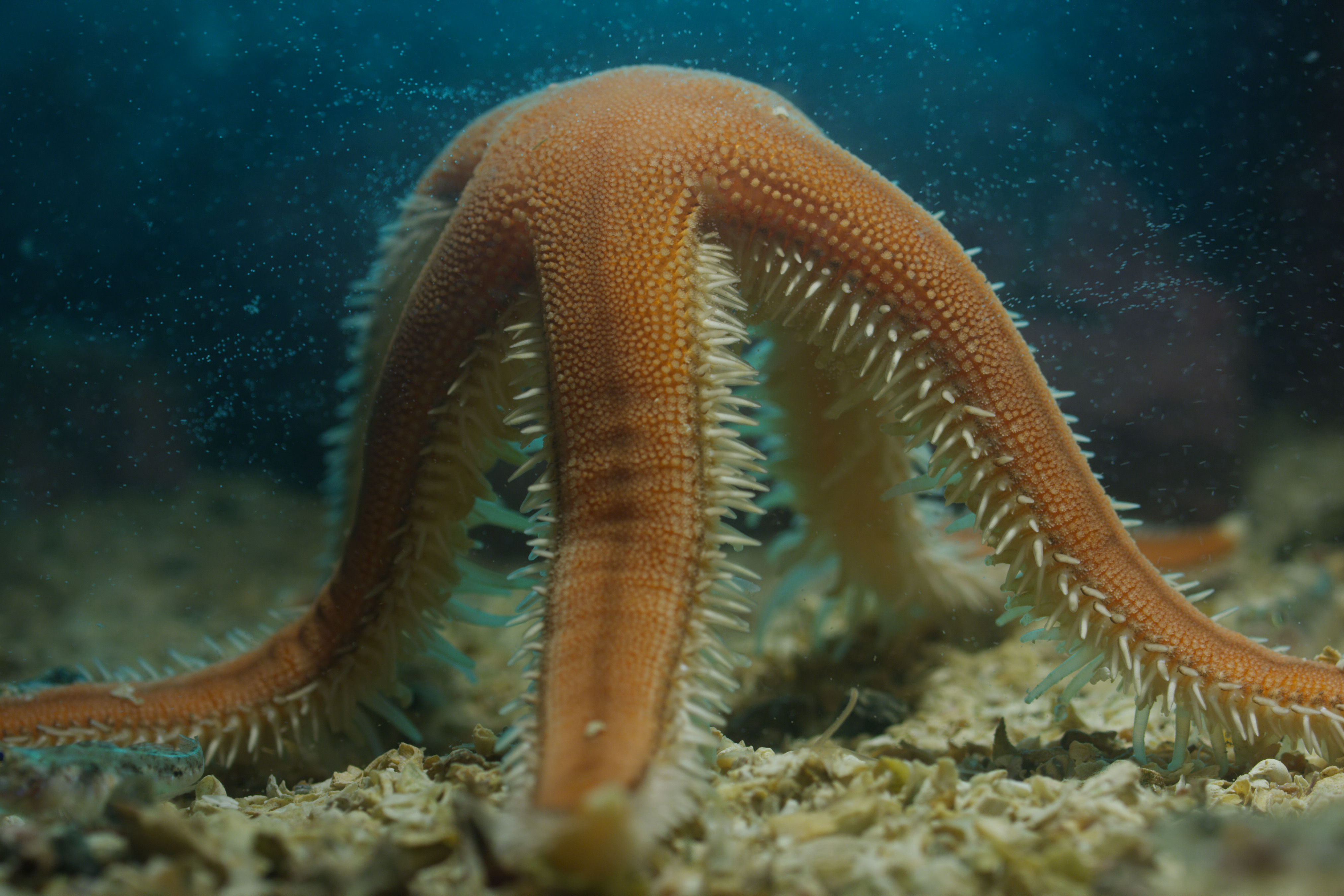
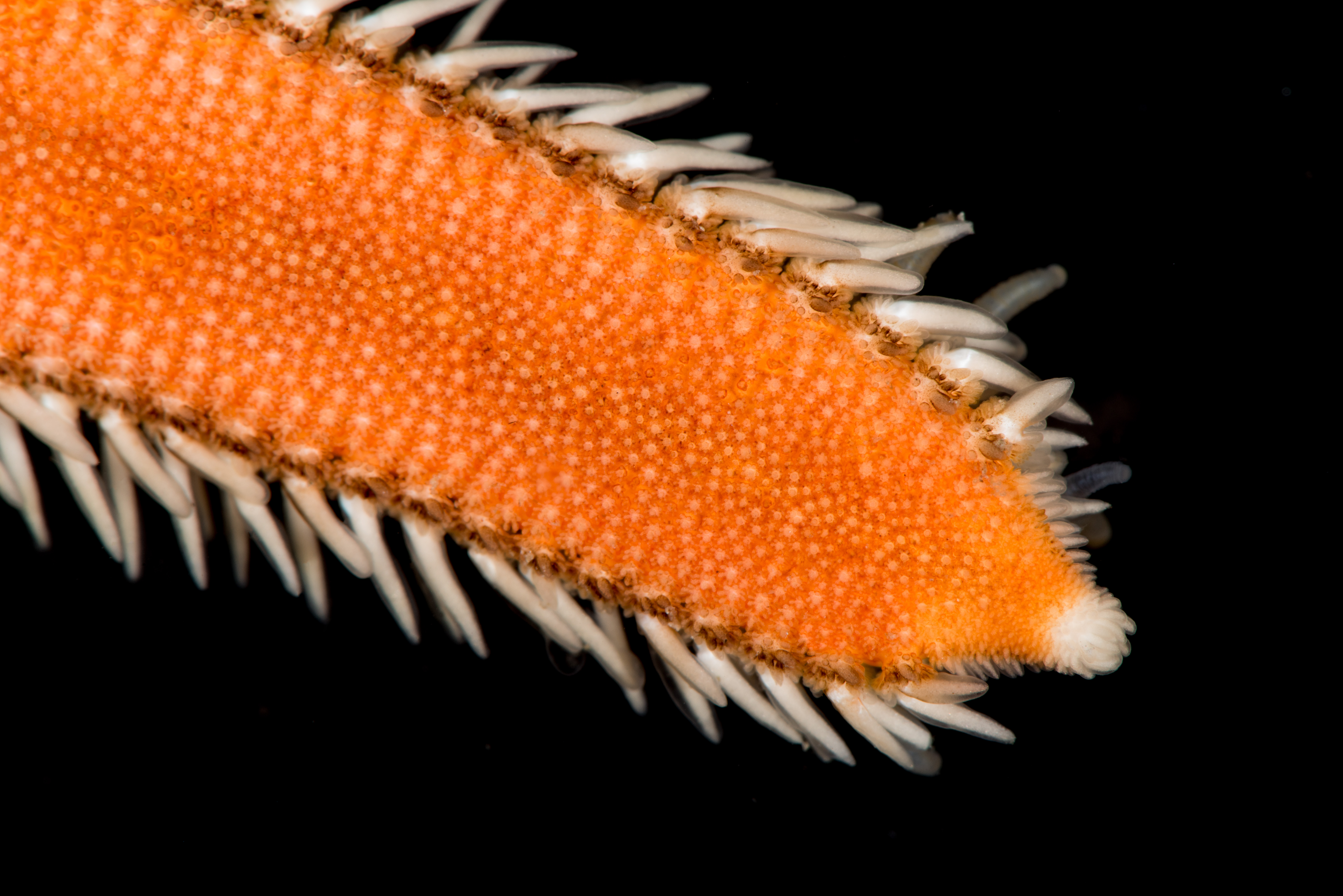
Кончик луча
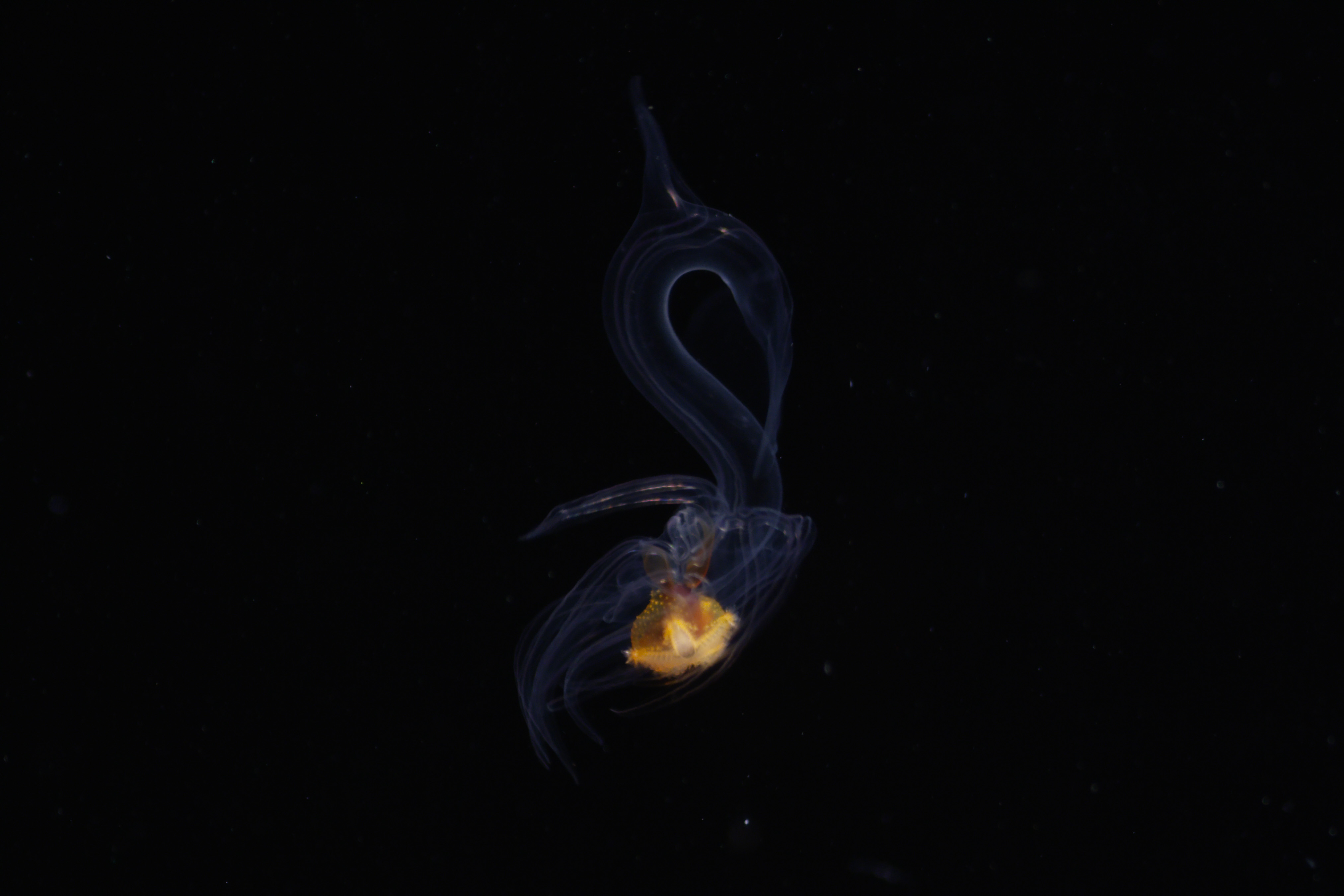
Молодь морской звезды в бипиннарие